# Lo Puntalet
Lo Puntalet és una muntanya de 833 metres que es troba al municipi d'Arnes, a la comarca de la Terra Alta.